# Magnolia macrophylla
Magnolia macrophylla là một loài thực vật có hoa trong họ Magnoliaceae. Loài này được Michx. mô tả khoa học đầu tiên năm 1803.